# Tallinner Schloss
Das Tallinner Schloss oder Revaler Schloss (estnisch Toompea loss) ist der Name einer im 13. Jahrhundert von Dänen gegründeten Festung, um die später die Stadt Tallinn entstand. Heute ist es Sitz des Parlaments von Estland (estnisch Riigikogu).

## Geschichte

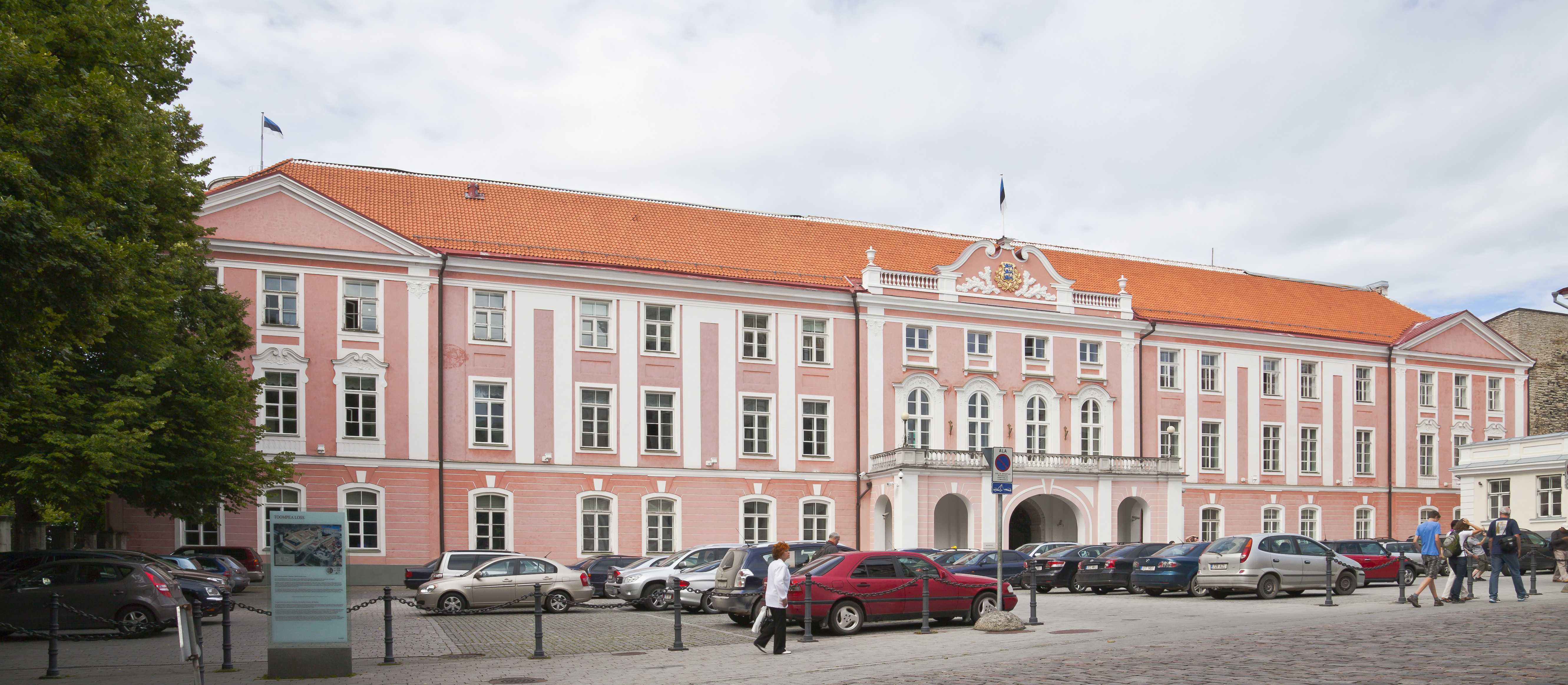
Der Parlamentsflügel des Schlosses

Eine hölzerne Festung wurde von den einheimischen Esten wohl bereits im 10. oder 11. Jahrhundert nach Christus auf dem heutigen Domberg von Tallinn errichtet. Die ältesten (finnischen) Quellen sprechen von der Benennung Kesoniemi, was auf eine Besiedlung im Sommer schließen lässt. Später wird der estnische Name Lyndanisse (wohl „Halbinsel der Linda“) erwähnt.
Im Juni 1219 wurde die Festung von dänischen Kreuzrittern unter der Führung König Waldemars II. eingenommen. In der Schlacht von Lyndanisse soll einer Legende nach die spätere Flagge Dänemarks, der Dannebrog, den Dänen einen Sieg über die heidnischen Esten verheißen haben.
Nach ihrem militärischen Erfolg und der Besetzung der Region nannten die Dänen den Ort lateinisch Castrum Danorum, „Dänenburg“. Der heutige Name Tallinn aus einer Verkürzung von Taani linn ist eine estnische Übersetzung dieses Begriffs (umstritten).
Das Castrum Danorum wurde in den folgenden Jahrzehnten als steinerne Festung weiter ausgebaut. Wohl bereits um 1220 wurde der erste Turm aus Stein errichtet. Von 1227 bis 1237 war die Burg im Besitz des Schwertbrüderordens, der sie weiter befestigte. Hier hatte auch die Kommende Reval lange ihren Sitz. Einige Mauern und Türme der Burg auf dem Tallinner Domberg sind noch zu sehen, unter anderem der Wehrturm Langer Hermann (erbaut 1360–1370).